# Live in Austin, TX
Albums de The Black Keys
Chulahoma: The Songs of Junior Kimbrough
(2006) The Magic Potion
(2006)
Live in Austin, TX est le premier bootleg officiel d'un live du groupe de blues rock américain, The Black Keys, publié par Jumper Productions. Ce bootleg est un dérivé des 10 000 DVD en édition limitée de Thickfreakness in Austin publiés par la même compagnie le 7 octobre 2004. À l'inverse de la version disponible en DVD, cette version audio est complète. Le concert a été enregistré le 7 septembre 2004 à Emos à Austin durant la tournée du groupe aux États-Unis.

## Musiciens
- Dan Auerbach : guitare, chant
- Patrick Carney : batterie

## Liste des titres
1. Hard Row - 3:36
2. Thickfreakness - 3:38
3. Busted - 3:10
4. Them Eyes - 3:20
5. The Breaks - 3:39
6. Set You Free - 3:02
7. Do The Rump - 4:02
8. I'll Be Your Man - 4:02
9. Have Love Will Travel - 3:17
10. No Trust - 3:42
11. No Fun - 3:44
12. Everywhere I Go - 4:56
13. Heavy Soul -  4:16

## Production
- Sal Ortiz-Steels : producteur
- Adam Agardy : directeur photographie